# Saint-Germain-des-Bois, Nièvre
Saint-Germain-des-Bois là một xã của tỉnh Nièvre, thuộc vùng Bourgogne-Franche-Comté, miền trung nước Pháp.